# Las Breñas (Santa Cruz de Tenerife)
Las Breñas es una entidad de población española del municipio de La Matanza de Acentejo, perteneciente a la provincia de Santa Cruz de Tenerife, en la comunidad autónoma de Canarias. En 2022, tenía empadronados 559 habitantes.